# La gran familia española
La gran familia española è un film del 2013 diretto da Daniel Sánchez Arévalo.
Da non confondere con il film di grande successo del 1962 La gran familia del regista Fernando Palacios.

## Trama
Il diciottenne Efra è in procinto di sposare la fidanzata Carla, incinta di alcuni mesi: nell'organizzazione della cerimonia il ragazzo si trova a fare i conti con vari imprevisti, prima fra tutti la concomitanza dell'evento con la finale del campionato mondiale di calcio 2010. Per la celebrazione, i due sposi scelgono come location il vecchio podere di famiglia nel quale vive il solitario padre di Efra, abbandonato dalla moglie molti anni addietro.
La famiglia di Efra però è decisamente fuori dall'ordinario, in quanto il giovane ha quattro fratelli maggiori, tutti maschi e tutti piuttosto problematici: Adán, il maggiore, è affetto da depressione; il secondogenito Ben è ritardato; il terzogenito Caleb è partito per lavorare come medico missionario nei luoghi più poveri del mondo dopo essersi lasciato con la fidanzata Cris, che ha instaurato una relazione con il quarto fratello, Dani. I preparativi per il matrimonio di Efra saranno l'occasione per movimentare le dinamiche familiari: il padre viene colto da un malore costringendo gli sposi a posticipare di qualche ora la cerimonia, mentre Caleb riesce finalmente a chiarire le vecchie ruggini con suo fratello Dani e nel frattempo Efra si interroga seriamente sul rapporto con Carla.

## Riconoscimenti
- 2014 - Premio Goya
  - Miglior attore non protagonista a Roberto Álamo
  - Miglior canzone a Josh Rouse - Do you really want to be in love?
  - Nomination Miglior film
  - Nomination Miglior regista a Daniel Sánchez Arévalo
  - Nomination Migliore attore non protagonista a Antonio de la Torre
  - Nomination Miglior attore rivelazione a Patrick Criado
  - Nomination Miglior sceneggiatura originale a Daniel Sánchez Arévalo
  - Nomination Miglior montaggio a Nacho Ruiz Capillas
  - Nomination Miglior trucco e acconciatura a Lola López e Itziar Arrieta
  - Nomination Miglior sonoro a Carlos Faruolo e Jaime Fernández